# Universo incostante
Universo incostante (A Fire Upon the Deep) è un romanzo di fantascienza pubblicato nel 1992 dallo scrittore statunitense Vernor Vinge. Ha vinto il Premio Hugo quale miglior romanzo nel 1993 ex aequo con l'opera di Connie Willis L'anno del contagio (Doomsday Book).

## Ambientazione
La nostra galassia, nell'universo ideato da Vinge, ha la particolare caratteristica di essere suddivisa in quattro distinte zone in una formazione a "buccia di cipolla". Non è chiaro se le zone siano un fenomeno naturale o siano state create artificialmente nel lontanissimo passato.
Le profondità insondabiliRappresentano la zona più interna che contiene il nucleo della galassia. Le intelligenze organiche funzionano ad una capacità ridotta e quelle artificiali cessano di funzionare ad ogni livello. Il viaggio spaziale è possibile solamente con enormi vascelli con una grandissima ridondanza nei sistemi e a velocità estremamente limitate. Il nome deriva appunto dall'incredibile difficoltà di esplorazione.
La zona lentaCostituisce lo strato successivo. Non sono possibili comunicazioni o spostamenti a velocità superiori a quella della luce. L'automazione come ad esempio i programmi dei computer è possibile solo a livelli molto semplici e non è possibile utilizzare efficacemente la nanotecnologia. I viaggi interplanetari vengono effettuati tramite navi dormitorio attrezzate con particolari motori in grado di raggiungere velocità prossime a quella della luce. La Terra si trova all'interno di questa zona.
L'esternoÈ la zona immediatamente superiore dove si svolge gran parte dell'azione del romanzo. In questa zona è possibile viaggiare e trasmettere informazioni a velocità superluminali. Tale tipo di comunicazione sono comunque molto costose e richiedono trasmettitori di dimensioni quasi planetarie. Sono possibili tecnologie quali l'antigravità o le interfacce uomo-macchina. Le possibilità tecnologiche così come la velocità massima di spostamento variano molto e in modo molto graduale dalla zona adiacente alla zona lenta chiamata basso esterno a quella superiore chiamata alto esterno dove l'intelligenza artificiale è a livelli quasi senzienti.
Il trascendenteÈ la zona che sta al di fuori dell'esterno. Qua risiedono le singolarità tecnologiche chiamate "Potenze", esseri evoluti oltre le capacità di comprensione degli abitanti dell'esterno e dai poteri quasi divini. Le Potenze hanno un ciclo di vita estremamente breve (10-15 anni) oltre il quale si evolvono verso forme di intelligenza superiore o perdono interesse nei contatti con l'esterno. Raramente accade che alcune di queste potenze assumano atteggiamenti aggressivi e distruttivi contro razze e pianeti dell'esterno, tali entità vengono chiamate perversioni. In questa zona la comunicazione a velocità superluminali è molto semplice ed economica, è possibile senza difficoltà l'intelligenza artificiale e l'interazione tra materiale organico e artificiale così come la nanotecnologia sono al massimo livello. Vinge suggerisce che il trascendente può essere pericoloso per razze inesperte o incaute anche poiché i legami tra organismi e macchine sono così stretti che virus informatici possono letteralmente infestare le menti organiche.

## Trama
Il romanzo inizia con la narrazione di una spedizione scientifica di una colonia umana dell'alto esterno, il regno Straumli, su di un antichissimo archivio, vecchio di oltre 5 miliardi di anni, nel basso trascendente. L'archivio era completamente sconnesso dalla rete e la spedizione aveva lo scopo di recuperare tecnologie e informazioni di altissimo livello. Gli scienziati non sono abbastanza cauti nella loro indagine e risvegliano una terribile e antichissima entità altamente automatizzata che uccide la maggior parte di loro. Riesce a fuggire solamente una nave da trasporto con a bordo una famiglia e con, nella stiva, molti bambini in stato di ibernazione. La loro fuga li porta nella zona bassa dell'esterno, al confine con la zona lenta dove le entità ipertecnologiche del trascendente hanno molta meno capacità d'azione. I gravi danni li costringono ad atterrare su un pianeta sconosciuto su cui individuano tracce di una civiltà medievale. Sulla loro astronave portano un elemento rappresentato da una specie di muffa alle pareti che rappresenta una sorta di contromisura contro la perversione sottratta alla stessa da due IA umane.
A questo punto la narrazione si divide in due trame ben distinte.
Da una parte continua la storia dello sbarco sul pianeta alieno. Appena arrivati, gli umani vengono attaccati dalla razza nativa del luogo. Si tratta di esseri simili a cani chiamati aggruppi (anche definiti artigli dalle razze esterne al pianeta). Ogni individuo (o coscienza) è generata dall'interazione di più elementi che si coordinano tra loro tramite onde sonore ad alta frequenza. Singolarmente sono simili a cani molto intelligenti, 2-3 raggiungono il livello di un piccolo bambino, 4-6 hanno un'intelligenza e una capacità di apprendimento pari o superiore a quella umana. Gruppi superiori a 6 elementi sono possibili ma la coordinazione e la coscienza diventano difficili.
Durante l'attacco i genitori vengono uccisi e i due figli rapiti da due opposte fazioni in lotta tra loro per la supremazia (gli scultoriani e gli scannatori). I ragazzi, un maschio e una femmina, riusciranno ad insegnare agli artigli la loro lingua, l'uno, il piccolo Jefri, grazie a un cucciolo di aggruppo particolarmente sensibile e intelligente, l'altra, Joanna, la sorella maggiore, grazie al minicomp, sorta di computer portatile che gli aggruppi imparano presto a utilizzare.
L'altro filone della storia è relativo a Ravna Bergsndot, un'umana impegnata in uno stage presso l'organizzazione Vrinimi che gestisce uno degli snodi della rete ultraluce che collega i mondi avanzati della galassia sul pianeta Centrale.
Non appena la minaccia dell'entità risvegliata si palesa e inizia a sottomettere prima il regno Straumli e poi altre civiltà dell'alto esterno, Ravna, come unica rappresentante umana, diventa oggetto di grande interesse dai suoi stessi capi prima e poi da una "potenza" (un essere trasceso a poteri quasi divini) chiamata "il Vecchio". Il Vecchio si serve di un avatar umano di nome Pham Nuwen che lui stesso ha ricostruito a partire da corpi morti migliaia di anni prima nella zona lenta.
Su centrale intanto viene individuata la posizione della nave sopravvissuta attraverso un radiofaro automatico. Mentre si stava cercando di organizzare una spedizione di salvataggio l'entità, chiamata Perversione, attacca e distrugge Centrale e su un diverso piano porta un attacco mortale anche al Vecchio. Ravna e Pham, ora libero di agire, insieme a due Skrode (alieni di natura vegetale senziente autosufficienti grazie ad una piattaforma meccanica di misteriosa e antichissima origine, e dediti tradizionalmente al commercio) riescono miracolosamente a sfuggire alla distruzione del pianeta e si lanciano in una disperata operazione per recuperare la misteriosa contromisura che forse riuscirà a fermare la perversione. La fuga avviene a bordo della nave dei due Skrode, il Fuori Banda II.
Nel frattempo tutte le varie razze della galassia prendono coscienza che la perversione non è una semplice minaccia locale ma qualcosa di molto più antico che potenzialmente avrà modo di prendere il controllo di tutto l'alto esterno e di una parte del trascendente. Questo scatena in molte razze reazioni incontrollate specialmente verso gli umani ritenuti in qualche modo responsabili o complici del disastro, per il sospetto, alimentato dalla bellicosa razza Aprahanti, che gli umani siano stati creati dalla perversione stessa (anche detta Il luminoso) in un'era antichissima, allo scopo di utilizzarli in seguito per la distruzione in atto.
Dopo un viaggio di diversi mesi a velocità ultra-luce via via ridotta per il graduale avvicinamento al fondo dell'esterno (ossia il confine con la zona lenta) e attraverso moltissime peripezie, Pham e Ravna riusciranno ad arrivare sul pianeta degli artigli anche se con un'intera flotta pronta a distruggerli a poche ore di distanza. La flotta inseguitrice è a sua volta tallonata dalla flotta di un pianeta distrutto dalla perversione (il medesimo di cui Ravna è originaria), che vuole vendicarsi di quest'ultima. Il viaggio è reso ancor più difficile quando si comprende che in realtà la razza strumentalizzata dalla perversione sono proprio gli Skrode. Ravna è in costante collegamento con il piccolo Jefri per tutta la durata della navigazione. I protagonisti, giunti sul pianeta degli artigli, dovranno confrontarsi con un gruppo di belligeranti per riuscire a liberare i ragazzi e arrivare alla nave, che è stata inglobata nella fortezza di una delle due parti in lotta. Una volta sistemata e stabilizzata la situazione Pham riuscirà ad attivare la contromisura, rivelandosi detentore del cosiddetto mandato divino. La contromisura si scoprirà essere un dispositivo prodotto da una entità di livello elevatissimo e che sposterà i confini della zona lenta fino al basso trascendente, attraverso un'onda anomala di proporzioni senza precedenti, che affossa gran parte della galassia in un ambiente in cui la velocità della luce è insuperabile. Tale spostamento avrà come effetto quello di distruggere la perversione che non può esistere in un ambiente a bassa tecnologia ma l'effetto collaterale sarà quello di provocare la morte di molti miliardi di vite dovute al blocco immediato dei dispositivi ad alta tecnologia in gran parte della galassia. Il romanzo si conclude con la pacificazione fra Scultrice (l'aggruppo a capo degli scultoriani) e Scannatore (a capo della fazione opposta) e con la fiducia che gli artigli possano evolvere ad uno stadio tecnologico più avanzato, anche grazie ai pochi umani superstiti, e che un giorno anch'essi possano raggiungere la trascendenza.

## Edizioni
- (EN) Vernor Vinge, A Fire Upon the Deep, Tor Books, 1992,  pp. 391, ISBN 0-312-85182-0.
- Vernor Vinge, Universo incostante, traduzione di Gianluigi Zuddas, n. 135, Cosmo Serie Oro. Classici della Narrativa di Fantascienza, Editrice Nord, 1993,  p. 546, ISBN 88-429-0738-3.
- (NL) Vernor Vinge, Dagen des Oordeels, traduzione di Gianluigi Zuddas, n. 309, M=SF, Meulenho, 1993,  p. 543, ISBN 978-90-290-4169-0.
- (ES) Vernor Vinge, Un fuego sobre el abismo, n. 64, Nova, Ediciones B, 1994,  p. 572, ISBN 978-84-406-4469-5.
- (FR) Vernor Vinge, Un feu sur l'abîme, Ailleurs et demain, Robert Laffont, 1994,  p. 606, ISBN 978-2-221-07676-7.
- (DE) Vernor Vinge, Ein Feuer auf der Tiefe, traduzione di Erik Simon, n. 5299, Heyne Science Fiction & Fantasy, Heyne, 1995,  p. 796, ISBN 978-3-453-07986-1.
- Vernor Vinge, Universo incostante, traduzione di Gianluigi Zuddas, n. 135, Cosmo Serie Oro. Classici della Narrativa di Fantascienza, Editrice Nord, 2003,  p. 546, ISBN 88-429-0738-3.
- Vernor Vinge, Universo incostante, traduzione di Gianluigi Zuddas, n. 15, Cosmo Biblioteca, Editrice Nord, 2007,  p. 550, ISBN 9788842915102.